# Achnanthaceae
Die Achnanthaceae sind eine Familie der Achnanthales innerhalb der Kieselalgen (Bacillariophyta). Besonderes Merkmal dieser Familie ist, dass nur die eine der beiden schiffchenartigen Schalen (Valvae) eine echte Raphe trägt. Die raphenlose Schale kann eine raphenähnliche Struktur (Pseudoraphe) aufweisen. Die Zellen erreichen Längen von 5 bis maximal 100 Mikrometern. Die Lebensweise dieser Familie ist benthisch, viele Arten haben ihren Verbreitungsschwerpunkt in Gewässern mit mittlerem bis erhöhtem Salz- und häufig auch Nährstoffgehalt.
Benannt ist diese Familie nach der Gattung Achnanthes, der etwa 260 Süß- und Salzwasserarten angehören. Im Süßwasser am häufigsten ist dabei Achnanthes lanceolata, eine euryöke, vor allem in eutrophen Gewässern vorkommende Art.

## Systematik
Die Familie Achnanthaceae umfasst derzeit 4 Gattungen mit ca. 275 Arten. (Stand: Februar 2016)
- Achnantella Gaillon
- Achnanthes Bory
- Haloroundia C.A.Díaz & N.I.Maidana
- Platessa Lange-Bertalot